# Homoneura campbelli
Homoneura campbelli är en tvåvingeart som beskrevs av Kim 1994. Homoneura campbelli ingår i släktet Homoneura och familjen lövflugor. Inga underarter finns listade i Catalogue of Life.